# Władimir Ałatorcew
Władimir Aleksiejewicz Ałatorcew, ros. Владимир Алексеевич Алаторцев (ur. 14 maja 1909 w Sankt Petersburgu, zm. 13 stycznia 1987 w Moskwie) – rosyjski szachista, nauczyciel, autor i działacz szachowy, arcymistrz od 1983, sędzia klasy międzynarodowej od 1953 roku.

## Kariera szachowa
Pierwszy znaczący szachowy sukces odniósł w roku 1931, dzieląc III miejsce w mistrzostwach Moskwy. Rok później zdobył tytuł wicemistrza Leningradu (za Michaiłem Botwinnikiem), a w 1933 osiągnął najlepszy wynik w karierze, zdobywając w tym samym mieście srebrny medal w mistrzostwach Związku Radzieckiego (złoty zdobył wówczas Botwinnik). W kolejnych latach osiągnął następujące sukcesy: I-II m. w Tbilisi (1933), I-II m. w mistrzostwach Leningradu (1933/34), V-VIII m. w mistrzostwach ZSRR (Leningrad, 1934), remis 6 – 6 w meczu z Andorem Lilienthalem (1935), dz. I m. w mistrzostwach Moskwy (1936, 1937), I-II m. w Leningradzie (1938) oraz I m. w Rydze (1945),
W roku 1950 po raz ostatni wystąpił w finale indywidualnych mistrzostw ZSRR (łącznie w swojej karierze w turniejach tych wziął udział 9 razy). Wkrótce zaprzestał gry w turniejach, skupiając się na działalności pozasportowej. W latach 1954–1961 był przewodniczącym federacji szachowej Związku Radzieckiego. W 1960 wydał książkę poświęconą szachowym debiutom pt. Modern Chess Theory.
Ałatorcew nigdy nie wystąpił w turnieju szachowym rozegranym poza granicami Związku Radzieckiego. W uznaniu wyników osiągniętych w przeszłości, Międzynarodowa Federacja Szachowa przyznała mu w roku 1983 honorowy tytuł arcymistrza.
Według systemu Chessmetrics, najwyższy ranking osiągnął w sierpniu 1940 r., z wynikiem 2626 punktów zajmował wówczas 21. miejsce na świecie.
Pochowany na Cmentarzu Dołgoprudnieńskim w mieście Dołgoprudnyj w obwodzie moskiewskim.